# Monte Blue

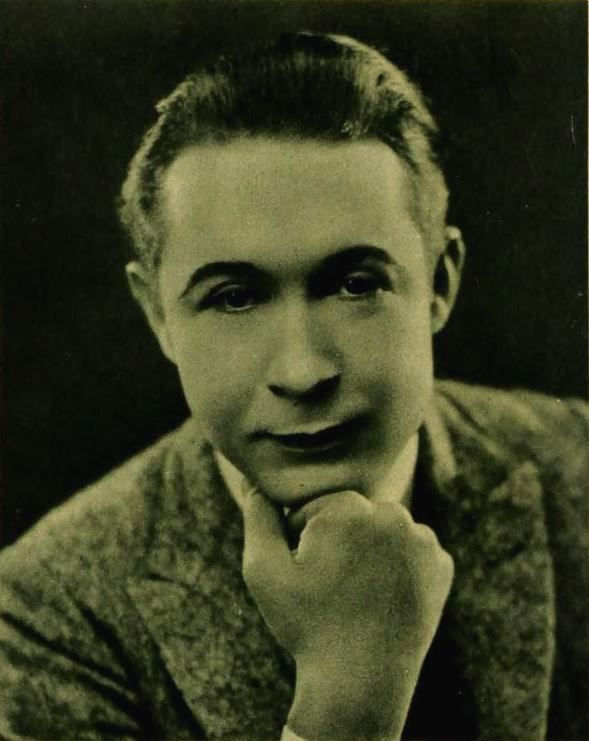
Monte Blue (1921)

Monte Blue (gebürtig: Gerard Montgomery Bluefeather; * 11. Januar 1887 in Indianapolis, Indiana; † 18. Februar 1963 in Milwaukee, Wisconsin) war ein US-amerikanischer Film- und Theaterschauspieler.

## Leben

### Kindheit und Jugend
Monte Blue, der vom Volk der Cherokee-Indianer abstammt, verlor bereits im Alter von acht Jahren seinen Vater, einen Soldaten, der unter anderem im Sezessionskrieg gekämpft hatte. Dieser war bei einem Unfall gestorben.
Da seine Mutter den Lebensunterhalt für ihn wie auch seine vier Geschwister nicht mehr bestreiten konnte, mussten Blue wie auch sein Bruder den Rest seiner Kindheit und Jugend in einem Internat in Knightstown (Henry County, Indiana) verbringen. Trotz der Schicksalsschläge entwickelte sich Blue zu einem ambitionierten Jugendlichen, der Mitglied in der Schulband war, und als American-Football-Spieler tätig war. Auch trat er bereits auf der Theaterbühne auf und entwickelte so sein Interesse für die Schauspielerei.
Als junger Mann hielt sich Blue mit Gelegenheitsjobs finanziell über Wasser, unter anderem als Mitarbeiter bei der Eisenbahn, Arbeiter in einer Kohlenmine, Cowboy und auch als Holzfäller. Als er auch als Feuerwehrmann arbeitete, brach er sich bei einem Unfall Arme und Beine, und verbrachte rund eineinhalb Jahre in einem Krankenhaus. Zuletzt arbeitete Blue als Tagelöhner im Studio des bekannten Filmproduzenten David Wark Griffith, der das Talent Blues erkannte, und ihn zunächst als Stuntman und Statist für seinen im Jahr 1915 produzierten Film Die Geburt einer Nation engagierte.

### Karriere
1916 versuchte sich Blue kurzzeitig als Regieassistent beim Monumentalfilm Intoleranz, musste jedoch einsehen, dass er als Schauspieler sein wahres Glück gefunden hatte. Blue avancierte binnen weniger Jahre zu einem gefragten Schauspieler, der in nicht weniger als über 280 Filmen und Fernsehserien vor die Kamera trat. 1923 wechselte er zu Warner Brothers, die ihn für 35 ihrer Filme engagierten. Zu seinen heute noch bekanntesten Stummfilmen zählen drei Komödien unter Regie von Ernst Lubitsch, die er Mitte der 1920er-Jahre drehte. Er hatte gegen Ende das Jahrzehnts das Glück, als einer der wenigen Stummfilmstars den Wechsel vom Stumm- zum Tonfilm beruflich zu überleben, da er in Trainingskursen seine Stimme schulte, aber auch über ein angenehmes Stimmorgan verfügte.
Obwohl Blue Millionär war, verlor er infolge des Börsenkrachs von 1929 und der darauf eintretenden Weltwirtschaftskrise beinahe sein komplettes Vermögen. In den 1930er-Jahren bekam er zwar kontinuierlich Filmangebote, dennoch wurde er in Hauptrollen nur für B-Movies engagiert, und erhielt in bedeutenderen Filmproduktionen nur noch Nebenrollen. Er wurde in seiner späteren Karriere auch oft als Schurke und Ganove besetzt. Blue stand noch bis zuletzt vor der Kamera, so zuletzt auch ab den frühen 1950er-Jahren in Fernsehserien wie etwa Wagon Train oder The Adventures of Rin Tin Tin.
Zuletzt arbeitete er als Unterhalter auch beim Zirkus, wie etwa dem Hamid-Morton Circus, der in Wisconsin auf Tournee unterwegs war. Bei einer dieser Tourneen in Milwaukee erlag Blue im Februar 1963, 76-jährig, einem Herzinfarkt.
Heute erinnert unter anderem ein Stern am Hollywood Walk of Fame an den Schauspieler Monte Blue.

### Privatleben
Monte Blue war dreimal verheiratet. Nach einer kurzen Ehe mit Erma Gladys, Anfang der 1920er Jahre, heiratete er im November 1924 Tova Jansen, die Tochter der dänischen Schauspielerin Bodil Rosing. Das Paar bekam zwei Kinder, Tochter Barbara Ann und Sohn Richard. Nach dem Tod seiner Frau, im März 1956, heiratete er 1959 Betty Jean Munson Mess. Mit ihr bekam Blue sein drittes Kind, Tochter Tove Blue Valentine. Sie ging als einzige der Kinder Blues den Schritt ins Showbusiness, und arbeitete in den 1990er Jahren als Tonassistentin bei Spielfilmen, darunter Jurassic Park.

## Filmografie (Auswahl)
- 1917: Der Wilde Westen (Wild and Woolly)
- 1918: Mitternachtsreiter (Riders of the Night)
- 1921: Anatol, der Frauenretter (The Affairs of Anatol)
- 1921: Zwei Waisen im Sturm (Orphans of The Storm)
- 1923: Frauen in Flammen (Lucretia Lombard)
- 1924: Die Ehe im Kreise (The Marriage Circle)
- 1925: Küß’ mich noch einmal (Kiss Me Again)
- 1926: So ist Paris (So This Is Paris)
- 1926: Der Deserteur (Across the Pacific)
- 1926: Zimmer Nr. 13 (The Man Upstairs)
- 1928: Weiße Schatten (White Shadows in the South Seas)
- 1935: Bengali (The Lives of A Bengal Lancer)
- 1936: Undersea Kingdom
- 1935: Das Tal des Todes (Wanderer of the Wasteland)
- 1935: Nevada
- 1937: Schiffbruch der Seelen (Souls at Sea)
- 1939: Geronimo, die Geißel der Prärie (Geronimo)
- 1939: Herr des wilden Westens (Dodge City)
- 1939: Union Pacific
- 1940: Mystery Sea Raider
- 1940: Der Weg nach Singapur (Road to Singapore)
- 1942: Piraten im karibischen Meer (Reap the Wild Wind)
- 1942: Klondike Fury
- 1942: Atemlos nach Florida (The Palm Beach Story)
- 1942: Abenteuer in Panama (Across the Pacific)
- 1942: Der Weg nach Marokko (Road to Morocco)
- 1942: Der freche Kavalier (Gentleman Jim)
- 1943: Blutiger Schnee (Northern Pursuit)
- 1944: Die Maske des Dimitrios (The Mask of Dimitrios)
- 1944: Janie
- 1945: Ein Mann der Tat (San Antonio)
- 1946: Humoreske (Humoresque)
- 1947: Besuch in Kalifornien (The Man I Love)
- 1947: Hemmungslose Liebe (Possessed)
- 1947: Unser Leben mit Vater (Life with Father)
- 1947: Ehebruch (The Unfaithful)
- 1947: Schmutzige Dollars (Cheyenne)
- 1947: Der Rebell von San Fernando (Bells of San Fernando)
- 1948: Der Herr der Silberminen (Silver River)
- 1948: Gangster in Key Largo (Key Largo)
- 1949: Stern vom Broadway (Look for the Silver Lining)
- 1949: Blondes Gift (Flaxy Martin)
- 1949: Konterbande (South of St. Louis)
- 1949: Ein Fall für Detektiv Landers (Homicide)
- 1949: Sie ritten mit Jesse James (The Younger Brothers)
- 1949: Die Todeskurve (The Big Wheel)
- 1950: Gesetzlos (Backfire)
- 1950: Montana
- 1950: Todfeindschaft (Dallas)
- 1950: Auf Winnetous Spuren (Iroquois Trail)
- 1951: Der Seewolf von Barracuda (The Sea Hornet)
- 1952: Die Rose von Cimarron (Rose of Cimarron)
- 1952: Goldraub in Texas (Hangman’s Knot)
- 1953: Verwegene Gegner (Ride, Vaquero!)
- 1954: Massai (Apache)